# Kerstin Kielgass
Kerstin Kielgass, née le 6 décembre 1969 à Berlin-Est, est une nageuse allemande, ayant concouru avant 1990 sous les couleurs de l'Allemagne de l'Est.

## Palmarès

### Jeux olympiques
- Jeux olympiques d'été de 1992 à Barcelone
  -  Médaille de bronze du 200 mètres nage libre
  -  Médaille de bronze du relais 4 × 100 mètres nage libre
- Jeux olympiques d'été de 1996 à Atlanta
  -  Médaille d'argent du relais 4 × 200 mètres nage libre
- Jeux olympiques d'été de 2000 à Sydney
  -  Médaille de bronze du relais 4 × 200 mètres nage libre

### Championnats du monde
- Championnats du monde 1991 à Perth
  -  Médaille d'or du relais 4 × 200 mètres nage libre
  -  Médaille d'argent du relais 4 × 100 mètres nage libre
- Championnats du monde 1994 à Rome
  -  Médaille d'argent du relais 4 × 200 mètres nage libre
  -  Médaille de bronze du relais 4 × 100 mètres nage libre
- Championnats du monde 1998 à Perth
  -  Médaille d'or du relais 4 × 200 mètres nage libre

### Championnats du monde en petit bassin
- Championnats du monde 1995 à Rio de Janeiro
  -  Médaille d'argent du relais 4 × 200 mètres nage libre
- Championnats du monde 1997 à Göteborg
  -  Médaille d'argent du 800 mètres nage libre
  -  Médaille de bronze du 400 mètres nage libre

### Championnats d'Europe
- Championnats d'Europe 1995 à Vienne
  -  Médaille d'or du 200 mètres nage libre
- Championnats d'Europe 1997 à Séville
  -  Médaille de bronze du 400 mètres nage libre
  -  Médaille de bronze du 800 mètres nage libre
- Championnats d'Europe 1999 à Istanbul
  -  Médaille d'argent du 200 mètres nage libre
  -  Médaille d'argent du 400 mètres nage libre